# Chanida Julrattanamanee
Chanida Julrattanamanee (Thai: ชนิดา จุลรัตนมณี; * 4. Juni 1989) ist eine thailändische Badmintonspielerin. 

## Karriere
Chanida Julrattanamanee wurde bei den Vietnam International 2008 und den Singapur International 2008 jeweils Dritte im Dameneinzel. 2011 gewann sie Bronze im Doppel bei den nationalen Meisterschaften in Thailand. Im gleichen Jahr wurde sie auch Dritte mit dem Team bei der Sommer-Universiade. 2012 siegte sie bei den Bahrain International. 2013 gewann sie erneut Bronze bei der Universiade.